# Synallaxis subpudica
A Synallaxis subpudica a madarak (Aves) osztályának verébalakúak (Passeriformes) rendjébe és a fazekasmadár-félék (Tyrannidae) családjába tartozó faj.

## Rendszerezése
A fajt Philip Lutley Sclater angol ügyvéd és zoológus írta le 1874-ben.

## Előfordulása
Dél-Amerika északnyugati részén, az Andok-hegységben, Kolumbia területén honos. Természetes élőhelyei a szubtrópusi vagy trópusi hegyi esőerdők. Állandó, nem vonuló faj.

## Megjelenése
Testhossza 18 centiméter.

## Életmódja
Feltehetően ízeltlábúakkal táplálkozik.

## Szaporodása
A fészke gömbölyű, hosszú oldalsó bejárattal.

## Természetvédelmi helyzete
Az elterjedési területe kicsi, egyedszáma viszont stabil. A Természetvédelmi Világszövetség Vörös listáján Nem fenyegetett fajként szerepel.